# 富田林西口站
富田林西口站（日语：／ Tondabayashi-nishiguchi eki */?）是位於大阪府富田林市的近畿日本鐵道長野線之車站。

## 車站構造
側式月台1面1線之地面車站。

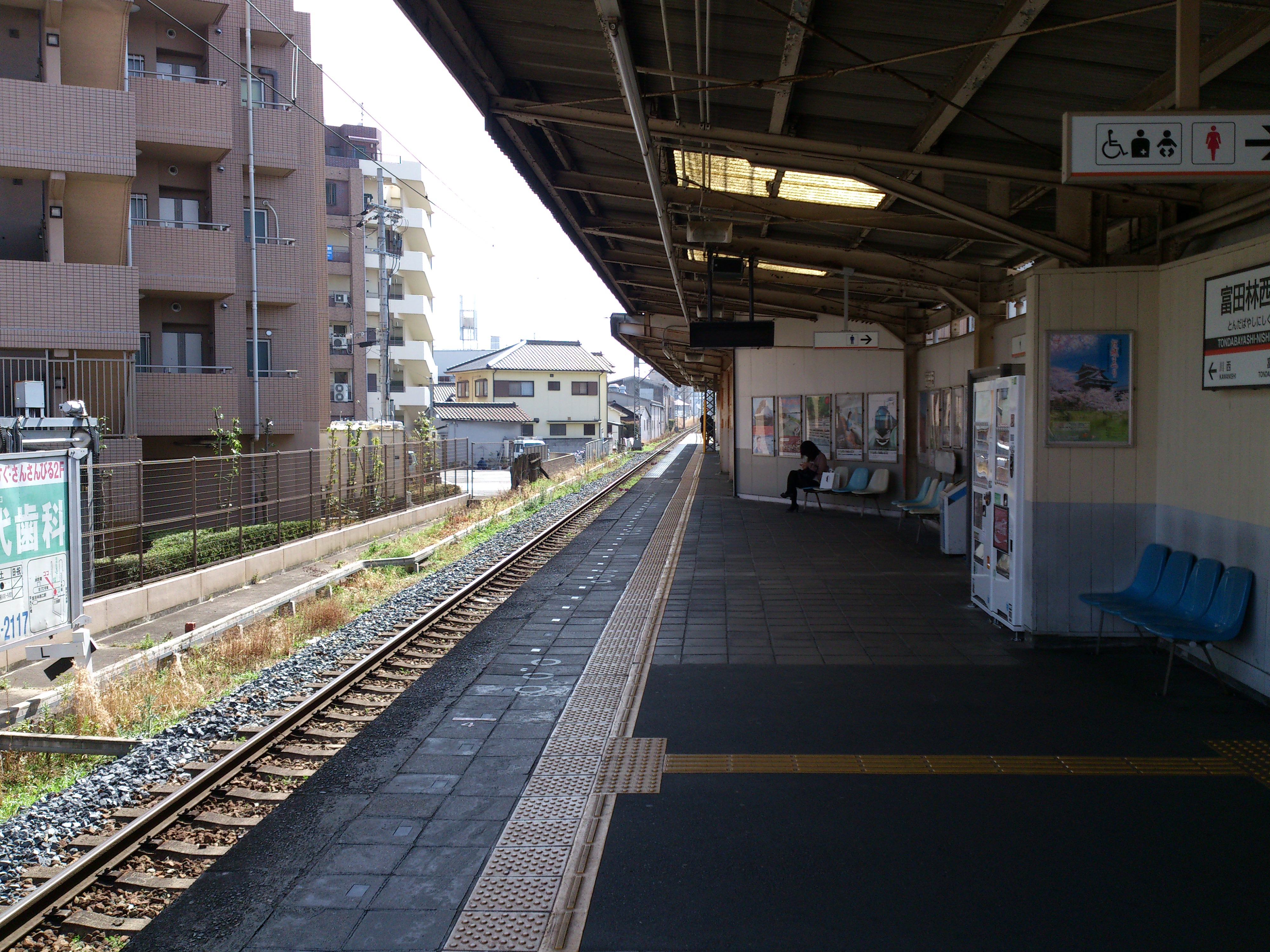
月台

## 相鄰車站
近畿日本鐵道
 長野線
■急行、■準急、■普通
富田林（O-18）－富田林西口（O-19）－川西（O-20）

## 外部連結
- 富田林西口 - 近畿日本鐵道